# Pakbirra
Das knapp 2000 Einwohner zählende Dorf Pakbirra liegt im indischen Bundesstaat Westbengalen; es beherbergt drei frühmittelalterliche Jaintempel (deuls) im bengalischen Stil.

## Lage und Klima
Der Ort Para liegt etwa 50 km (Fahrtstrecke) südöstlich der Distriktshauptstadt Purulia  in einer Höhe von ca. 80 m. Bis nach Kalkutta sind es ungefähr 220 km in südöstlicher Richtung. Das Klima ist schwülwarm bis heiß; Regen (ca. 1300 mm/Jahr) fällt hauptsächlich in der sommerlichen Monsunzeit.

## Bevölkerung
Die Bewohner sind ganz überwiegend Hindus; Muslime sind deutlich in der Minderheit. Gesprochen wird zumeist Bengali, aber auch Hindi wird in der Regel verstanden.

## Wirtschaft
Der Ort ist in hohem Maße agrarisch orientiert.

## Geschichte

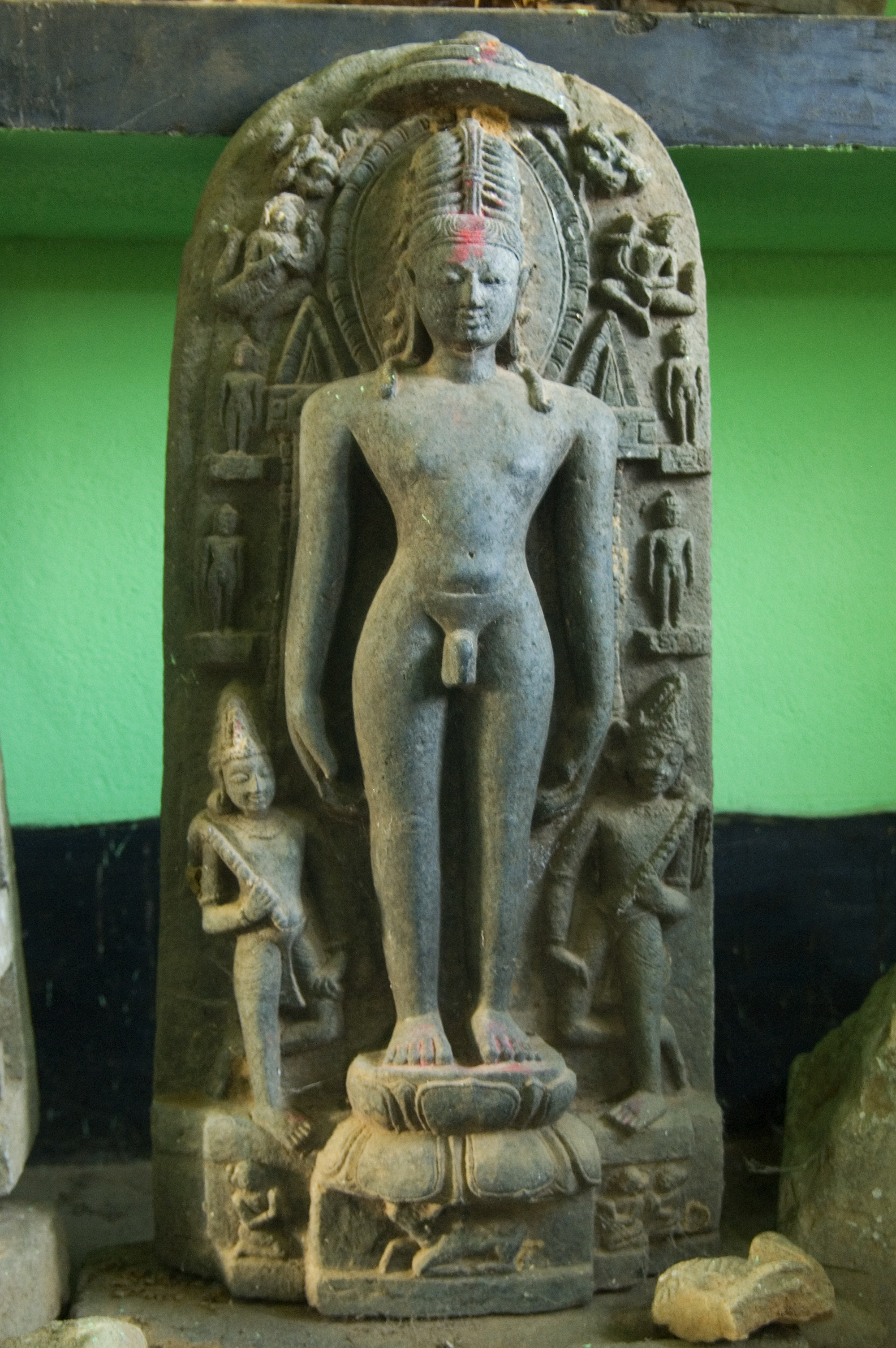
Adinath-Statue

Zur Geschichte des Ortes ist nur wenig bekannt; frühe Jain-Texte behaupten einen Aufenthalt des Tirthankara Mahavira im 6. Jahrhundert v. Chr. Für die Religionsgemeinschaft der Jains muss Pakbirra im Mittelalter ein nicht unbedeutender Pilgerort gewesen sein, denn er hat drei Steintempel (deul)s im bengalischen Stil.

## Sehenswürdigkeiten
- Die drei ins 8. oder 9. Jahrhundert datierten Steintempel vom Deul-Typus stehen auf einem Freigelände am Ortsrand; alle drei bestehen aus – in Bengalen seltenen – Natursteinen. Sie sind insgesamt nur wenig gegliedert; Figurenreliefs fehlen. Die nahezu unmerklich von der Cella (garbhagriha) in den Turm übergehenden Bauten sind zwischen 7 und 10 m hoch; sie schlossen jeweils mit einem amalaka-Ringstein  mit kalasha-Aufsatz. Die von den Gläubigen in früherer Zeit nicht zu betretenden Cellae selbst sind nahezu schmucklos.
- In einem kleinen Gebäude werden mehrere Jain-Figuren aufbewahrt, die zum Teil auch aus der Umgebung des Ortes stammen.